# Ángel Riesco Terrero
Ángel Riesco Terrero (Calzada de Valdunciel, Salamanca, 22 de abril de 1932 - Málaga, 30 de octubre de 2020) fue un historiador español, especializado en paleografía, diplomática y sigilografía.

## Biografía
Proviene de una larga y antigua familia de agricultores, pastores, sacerdotes y eruditos, que se remonta en Valdunciel al siglo XV, y fue el más pequeño de siete hermanos, en una familia formada además por el padre Pascual Riesco Bravo (1883-1954), un modesto agricultor, y Marcelina Terrero García (1890-1964). Uno de sus hermanos, Luis, estudió la carrera de clásicas. Ángel se ordenó sacerdote, al igual que su hermano José (1909-1987), de fulgurante carrera eclesiástica (fue a Lovaina a estudiar ciencias político-sociales, aprendió alemán y alternó con Friburgo, Tréveris y Metz, así como al Instituto Católico de París, donde se licenció en ambas materias. A fines de 1937 es conminado a regresar desde la anticlerical Alemania nazi para sumarse al bando sublevado como alférez y capellán castrense. Impartió luego filosofía, religión y francés en el Seminario Diocesano y el Instituto; obtuvo en 1948 una canonjía de la catedral de Salamanca y fue además después arcediano en el Cabildo. Se licenció en Filosofía y Letras por la Universidad Central de Madrid, y se doctoró en filosofía en la Pontificia de Salamanca (1955). Desde 1949 hasta su jubilación en 1971 ocupó la cátedra de metafísica en dicho centro).
Ángel aprendió alemán, aprendizaje que renovaba cada año viajando a Osnabrück, y en 1956 cantó su misa primera. Mientras estudiaba Derecho en la Pontificia (1957), fue enviado como párroco a Vecinos, un pueblo de la Charrería, por el obispo Francisco Barbado Viejo, para sustituir al que había perdido la cabeza tras un accidente. Pasó luego como párroco a Juzbado en 1957 y después a Almenara. Se licencia en Derecho Canónico en la Pontificia en el curso 1958-1959, y se doctora en 1961. Trabajó en el Archivo Diocesano de Salamanca, sito en el Colegio de Calatrava, que se incendió en 1960, y colaboró en su reconstrucción. Para completar su formación archivística, viajó a Roma con becas del CSIC y de la Fundación March, de la que también había sido becario su hermano José. Allí obtuvo el título de archivero y bibliotecario en la Escuela Superior de Paleografía y Diplomática del Vaticano. También se graduó en Historia de la Iglesia por la Gregoriana de Roma. Aunque le ofrecieron un puesto destacado al frente de la Biblioteca vaticana, lo reclamó la salud de su madre y el obispo Barbado Viejo y volvió a Salamanca.
Fallecida Marcelina, su madre, en 1964, completó su licenciatura en Filosofía y Letras, sección de Historia, por la Universidad de Murcia y se doctoró allí en esa misma materia en 1968, bajo la dirección de Luciano de la Calzada, el único profesor universitario que aceptó la propuesta del Ministerio de actuar como juez instructor contra Agustín García Calvo, Enrique Tierno Galván, José Luis López Aranguren y otros sancionados tras las protestas de Madrid en 1965. En 1970 publicó esta tesis: Proyección histórico-social de la Universidad de Salamanca a través de sus colegios (siglos XV y XVI), y se trasladó ese mismo año a Madrid, como ayudante y luego adjunto de Tomás Marín Martínez (1919-1995), catedrático de Paleografía y Diplomática en la Universidad Complutense de Madrid. Opositó en 1982 y ganó la cátedra de Paleografía y Diplomática en la Universidad de Málaga. Allí se asentó con sus hermanos José, ya jubilado, e Isidora. En 1988 pasó a ser catedrático de Ciencias y Técnicas Historiográficas en la Complutense. Su actividad científica fue enorme, incluso después de haber sido nombrado profesor emérito en 2002, es más, asiste pastoralmente a varios conventos y culmina su Vocabulario científico-técnico de paleografía, diplomática y ciencias afines, donde se extiende además a los estudios de heráldica, sigilografía y codicología.
La mayoría de sus trabajos académicos pueden encontrarse publicados en las revistas Hidalguía: la Revista de Genealogía, Nobleza y Armas, Documenta & Instrumenta, Memoria Ecclesiae, Revista de Historia Militar, Cuadernos de Investigación Histórica, Revista General de Información y Documentación, Cuadernos de Documentación Multimedia, Signo: Revista de Historia de la Cultura Escrita, Revista Jurídica del Notariado, Espacio, tiempo y forma. Serie III, Historia medieval y Serie IV, Historia moderna; Archivo Ibero-Americano, Boletín Millares Carlo, Estudis Castellonencs, Baética: Estudios de Historia Moderna y Contemporánea, Mainake, Analecta Malacitana: Revista de la Sección de Filología de la Facultad de Filosofía y Letras, Anales de la Universidad de Alicante: Historia medieval, En la España medieval, Hispania Sacra, Wad-al-Hayara: Revista de Estudios de Guadalajara, Ius Canonicum, Salmaticensis, Scriptorium Victoriense, Anuario de Derecho Civil y el Boletín de documentación del Fondo para la Investigación Económica y Social, entre otras, casi todas con versión electrónica completa y accesible por Dialnet.

## Obras
- Las Causas Pías en la Legislación Civil y Canónica Vitoria: ESET, Seminario Diocesano, 1962.
- Et al., Paleografía y diplomática. [Preparada por el equipo docente formado por Ángel Riesco... et al.], Madrid: UNED, 1977 (ediciones sucesivas: 1978, 1984, 1991 2 vols.
- Evolución histórica de las parroquias en Salamanca, [Salamanca: s.n., 1966].
- Proyección histórico-social de la Universidad de Salamanca a través de sus Colegios, Salamanca: Secretariado de Publicaciones e Intercambio Científico de la Universidad, 1970.
- Con José María de Francisco Olmos y Manuel Barrero Acedo, Vocabulario científico-técnico de paleografía, diplomática y ciencias afines, Barrero & Azedo, 2003. ISBN 84-933156-0-5
- Con Javier de Santiago Fernández y José María de Francisco Olmos, I Jornadas sobre Documentación Jurídico-Administrativa, Económico-Financiera y Judicial del Reino Castellano-Leonés (Siglos X-XIII), Madrid: Universidad Complutense de Madrid, Departamento de Ciencias y Técnicas Historiográficas, 2002. ISBN 84-699-9442-5
- Con María Josefa Arnall Juan, Introducción a la paleografía y la diplomática general, Madrid: Síntesis, 1999. ISBN 84-7738-641-2
- Con Julia Álvarez-García, La Iglesia románica y la Real Clerecía de San Marcos de Salamanca. Universidad de Salamanca, 1990. ISBN 84-7481-574-6
- Erección canónica de las cuatro catedrales del Reino de Granada: dos documentos históricos, la Bula de erección (a. 1486) y la ejecutoria de la misma con relación a Málaga (a. 1488). Universidad de Málaga (UMA), 1987. ISBN 84-7496-142-4
- Diccionario de abreviaturas hispanas de los siglos XIII al XVIII: con un apéndice de expresiones y fórmulas jurídico-diplomáticas de uso corriente. [Salamanca: imprenta Varona], 1983. ISBN 84-300-9090-8
- Introducción a la sigilografía. Madrid: Instituto Salazar y Castro (C.S.I.C.), 1978. ISBN 84-00-04342-1
- Datos para la historia del Real Convento de Clarisas de Salamanca: catálogo documental de su archivo León: Centro de Estudios e Investigación "San Isidoro", 1977. ISBN 84-00-03599-2
- Et al., Aproximación a la cultura escrita. Material de apoyo, Madrid: Playor, 1995.